# 1222年
| 千纪： | 2千纪 |
| 世纪： | 12世纪 \| 13世纪 \| 14世纪 |
| 年代： | 1190年代 \| 1200年代 \| 1210年代 \| 1220年代 \| 1230年代 \| 1240年代 \| 1250年代                                                                                             |
| 年份： | 1217年 \| 1218年 \| 1219年 \| 1220年 \| 1221年 \| 1222年 \| 1223年 \| 1224年 \| 1225年 \| 1226年 \| 1227年                                                                   |
| 纪年： | 壬午年（马年）；西夏光定十二年；大理天开十八年；蒙古太祖十七年；金興定六年，元光元年；南宋嘉定十五年；蒲鲜万奴天泰八年；越南建嘉十二年；日本承久四年，貞應元年；高丽贞祐十年 |

## 大事记
- 中国
  - 3月——元太祖成吉思汗在西征花剌子模途中召见全真教掌教长春真人丘处机。
  - 陰歷八月，彗星出現，金宣宗改元元光，大赦。
  - 察合台汗国建立。
- 東南亞
  - 諫義里國被信訶沙里取代。

## 出生
- 2月16日：大日莲，《法华经》佛教创立者（逝於1282年）。